# Août 1876

## Événements
- Louis Henry Davies devient Premier ministre de l'Île-du-Prince-Édouard.
- Canada : début des signatures du Traité 6 entre la reine et les Cris des bois.
- Départ de l'expédition de Antonio Cecchi et Giovanni Chiarini au Choa et en Éthiopie (fin en 1881).

- 1er août : le Colorado devient le trente-huitième État de l'Union américaine.
- 5 août : le ministre libéral Ion Bratianu dirige la Moldavie et la Valachie (fin en 1888).
- 9 août et 1er septembre : défaites des troupes Serbes à Alexinac, malgré l’afflux de volontaires russes.
- 21 août :  la convention de Chefoo ou Traité de Zhifu entre la Chine et la Grande-Bretagne, obtenu après la mort d’un Britannique le 21 février 1875, Augustus Raymond Margary, qui avait tenté de pénétrer dans le Yunnan avec 200 soldats : la Grande-Bretagne pourra mener des « investigations commerciales » au Yunnan, ou se rendre en Inde à partir de la Chine intérieure, via le Tibet. Cinq nouveaux ports sont ouverts au commerce britannique.
- 27 août : Marco Aurelio Soto est élu président de la République du Honduras (fin en 1883). Succédant dans un climat d’anarchie au général José Medina, Aurelio Soto réorganise les finances publiques, mise à mal par ce dernier, et mettre en chantier la rédaction d’un Code pénal, d’un Code de procédure et d’un Code du commerce.
- 31 août : le sort des musulmans pris dans la guerre civile des Balkans pousse la population d’Istanbul à se révolter. Murad V, atteint de troubles mentaux, est déposé et interné. Son frère, Abdülhamid II devient sultan ottoman (fin en 1909).

## Naissances
- 2 août : Julien Lootens, coureur cycliste belge († 5 août 1942).